# Year of the Cat (canción)
"Year of the Cat" es el sencillo que da título al álbum del año 1975 Year of the Cat. Esta canción fue escrita por el cantante y compositor Al Stewart; el álbum se grabó en Abbey Road Studios, Londres, en enero de 1975 por el ingeniero de sonido y músico inglés Alan Parsons, y se publicó en julio de 1975. La canción se caracteriza por sus largas secciones instrumentales; de hecho, en la versión del álbum, de 6'40", más de cuatro minutos de la canción se dedican a temas instrumentales, incluyendo un solo de piano, guitarra acústica, guitarra eléctrica distorsionada y saxofón.
La letra de la canción contiene alusiones a la película Casablanca.